# 林达光
林达光（1920年3月14日—2004年7月4日），男，生于温哥华，加拿大华人，加拿大宋庆龄儿童基金会创办人。

## 生平
1943年获美国密歇根大学文学学士学位。1945年获哈佛大学国际法国际关系学硕士学位並攻讀博士學位。1950年至1964年與家人居住在北京曾受聘北京廣播電臺及華僑大學並曾擔任周恩來總理的英文秘書。
1964年回加拿大，在英屬哥倫比亞大學任教一年後他轉到麥基爾大學擔任東亞史助理教授，他是該校繼1933年江亢虎博士離任回華後首位中國問題專家。 并在1970年擔任該校首任東亞研究所所長。在1973年林教授穿針引綫下, 第一批加拿大的交換生抵華。
1981年创办加拿大宋庆龄儿童基金会，为中国边远贫困地区儿童提供各种帮助。1982年回到溫哥華擔任英屬哥倫比亞大學亞洲研究學院名譽教授。1986-1988年6月任澳门东亚大学校长。1998年获加拿大总督颁发加拿大勋章。
林达光的胞兄林达文为孙中山孙女孙穗英之夫。

## 贡献
林达光是基辛格1971年秘密访华的最早牵线人。基辛格欲摆脱美国国务院牵制、企图前往中国秘密访问之前，特地派人到滿地可找林达光牵线搭桥。林到法国找中国大使黄镇帮忙，拿到签证后再往中国传递信息，顺利完成使命。在加拿大总理皮耶·杜魯多决定与中国建交事宜上，林达光做出了不少贡献。林达光在担任澳门东亚大学校长期间，还给基辛格和皮耶·杜魯多颁发了荣誉博士学位。